# Morpará
Morpará est une municipalité brésilienne de l'État de Bahia et la microrégion de Barra.